# 중앙 아메리카의 마천루 목록
중앙 아메리카는 벨리즈, 엘살바도르, 과테말라, 온두라스, 코스타리카, 파나마 및 니카라구아로 구성된다. 2015년 현재 중앙 아메리카에서 가장 높은 구조물은 파나마의 트럼프 오션 클럽(Trump Ocean Club), 240만 평방피트의 65층 높이의 워터 프론트 타워, 높이 284 미터, 트럼프 기구와 파나마 리조트 개발자 K그룹이 공동 개발이다.
역사적으로 중앙 아메리카에서 가장 높은 건물 구조의 대부분은 과테말라 시티와 산 살바도르에 위치하고 있다.
 이는 이들 국가가 과거 중앙 아메리카의 다른 국가들과 비교했을 때 고도로 발전한 데 기인한다. 온두라스와 코스타리카에 몇 개의 다른 마천루가 있다.  그러나 최근 21세기 초반의 주요 성장으로 인해 파나마는 마천루 활동의 온실로 부상했으며 현재 높이가 150 미터 이상이고 공사중인 2채의 건물이 49개나 된다.

## 목록
|    | 마천루              | 도시   | 높이    | 층수        | 마감일 |
| -- | ------------------- | ------ | ------- | ----------- | ------ |
| 1  | 트럼프 오션 클럽    | 파나마 | 284 m   | 68          | 2011   |
| 2  | 비트리 타워         | 파나마 | 281 m   | 75          | 2011   |
| 3  | 스타 베이 타워      | 파나마 | 267 m   | 65          | 2013   |
| 4  | 더 포인트           | 파나마 | 266 m   | 65          | 2011   |
| 5  | 아츠 타워           | 파나마 | 265 m   | 56층과 80층 | 2011   |
| 6  | 타워 파이낸셜 센터  | 파나마 | 255.1 m | 75          | 2011   |
| 7  | 오션 투             | 파나마 | 245.7 m | 73          | 2011   |
| 8  | F&F 타워            | 파나마 | 242.9 m | 52          | 2012   |
| 9  | 펄 앗 더 시어       | 파나마 | 242.2 m | 70          | 2011   |
| 10 | 리바지              | 파나마 | 232 m   | 68          | 2012   |
| 11 | 요파나마            | 파나마 | 232 m   | 57          | 2012   |
| 12 | 워터스 타워         | 파나마 | 232 m   | 69          | 2011   |
| 13 | 메가폴리스 타워     | 파나마 | 230.1 m | 62          | 2011   |
| 14 | Q 타워              | 파나마 | 210 m   | 65          | 2011   |
| 15 | 텐 타워             | 파나마 | 210 m   | 54          | 2011   |
| 16 | 화이트 타워         | 파나마 | 210 m   | 62          | 2011   |
| 17 | 요트 클럽 타워      | 파나마 | 210 m   | 57          | 2011   |
| 18 | 아쿠아리나 타워     | 파나마 | 210 m   | 63          | 2007   |
| 19 | 오아시스 온 더 베이 | 파나마 | 207 m   | 58          | 2012   |
| 20 | 오션 원             | 파나마 | 207 m   | 54          | 2008   |

## 같이 보기
- 라틴아메리카의 마천루 목록